# Wüstungskirche bei Asche

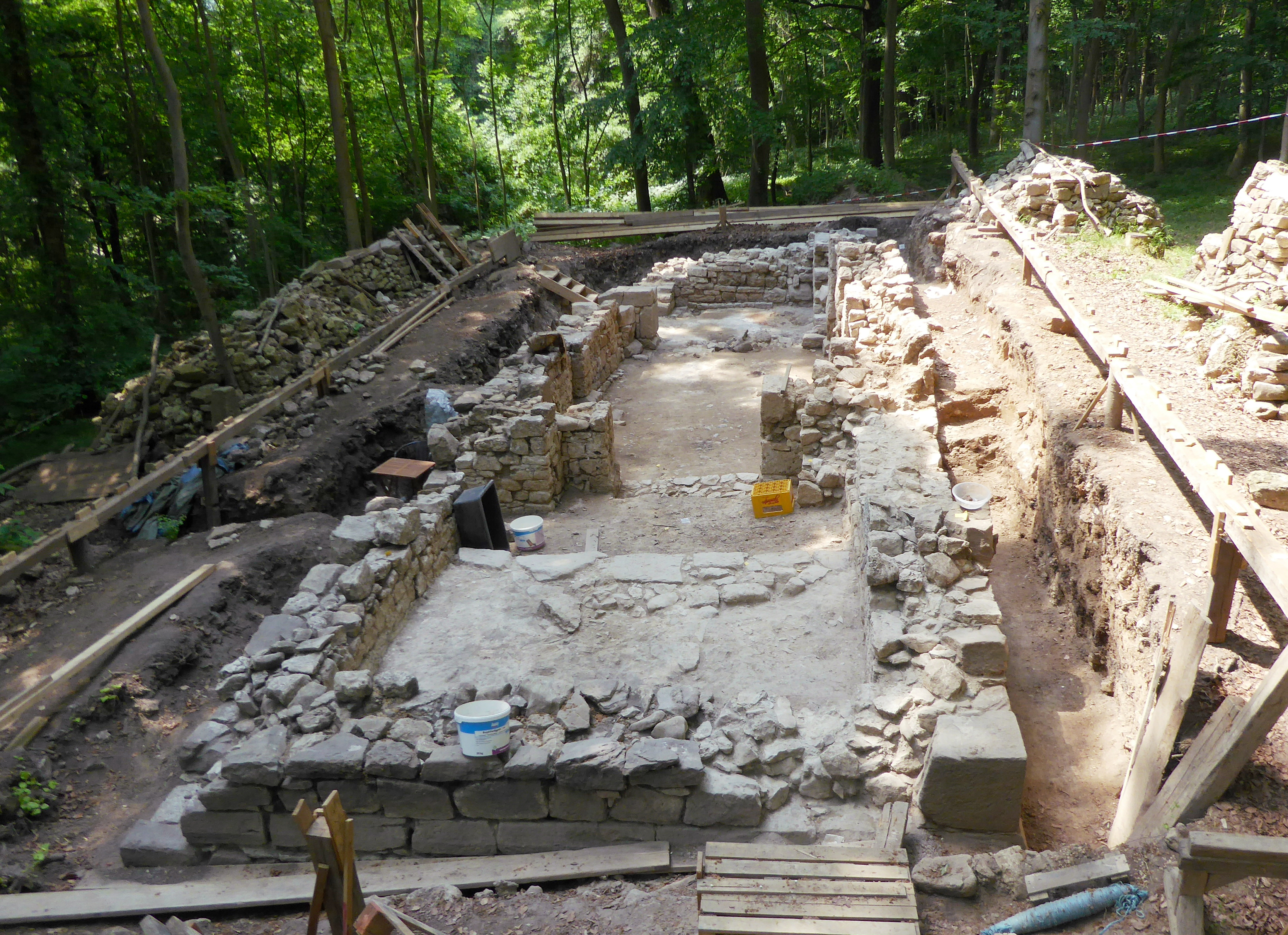
Freigelegte Reste des früheren Kirchengebäudes

Bei der Wüstungskirche bei Asche handelte es sich um einen im Mittelalter entstandenen Kirchenbau bei Asche im Landkreis Northeim in Südniedersachsen. Nach dem bisherigen Erkenntnisstand (2016) gehörte die Kirche zu einer bisher nicht entdeckten Siedlung, die wüst gefallen ist. Archäologische Untersuchungen an den Kirchenresten sowie dem Umfeld erfolgten in den Jahren 2015 bis 2017 durch den Geschichtsverein Asche/Fehrlingsen.

## Beschreibung

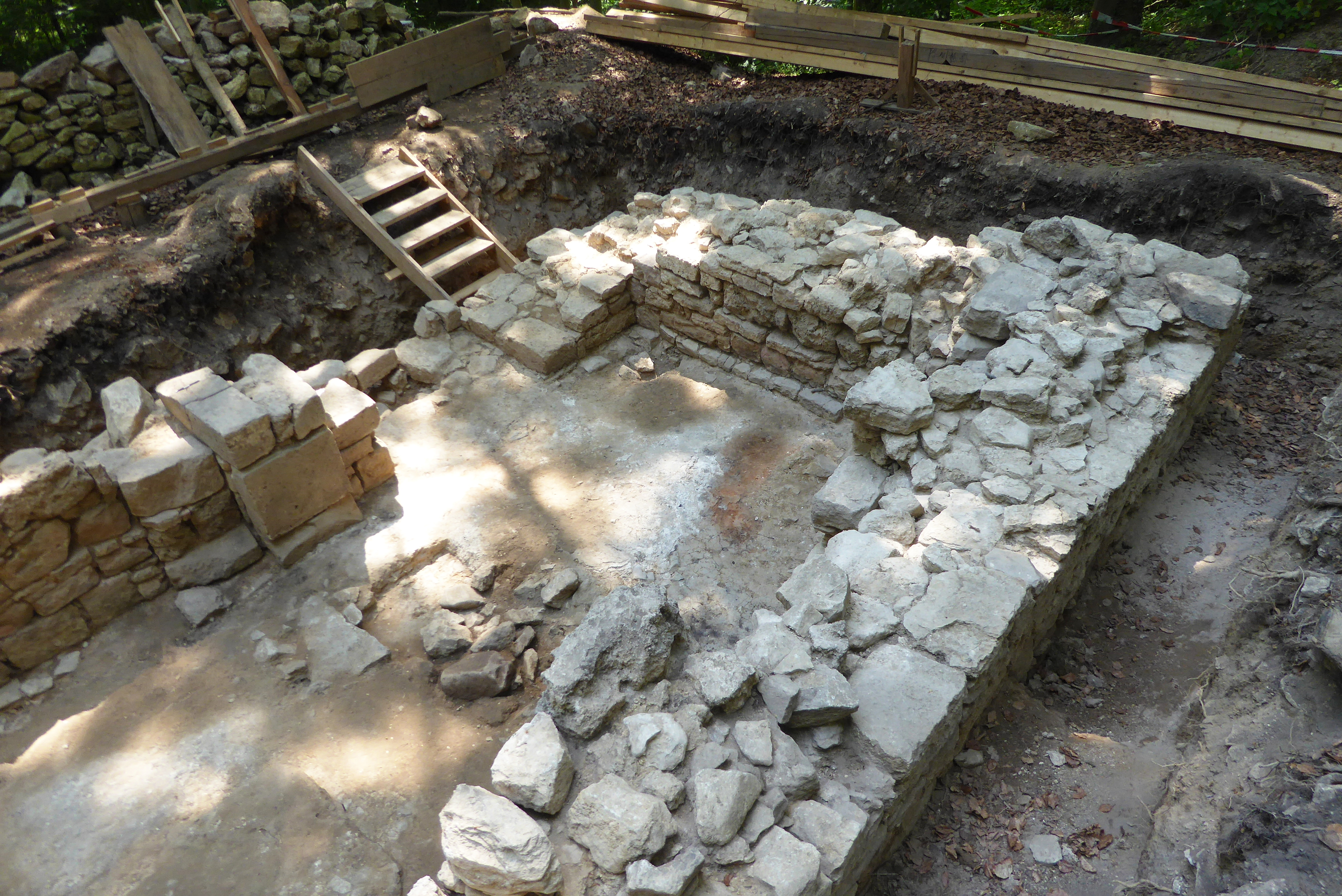
Grundmauern des Westturms

Die Reste des Kirchenbaus liegen in einem Waldstück auf der Erhebung des Kirchberges etwa 800 Meter südlich des Ascher Ortsteils Fehrlingsen. Nach den bisherigen Erkenntnissen (2016) wurde das Kirchengebäude wahrscheinlich Ende des 12. Jahrhunderts errichtet, hatte aber noch mindestens eine spätere Bauphase. Es bestand aus einem Kirchturm sowie einem Kirchenschiff mit Chor. Die Ausmaße des Baus belaufen sich auf 6 × 17 Meter. Im weiteren Umfeld war die Kirche von einer Mauer umschlossen. Wände des Kirchengebäudes haben sich an einer Stelle bis fast zwei Meter Höhe im Boden erhalten, da der damalige Laufhorizont auf der Bergseite des Gebäudes etwa 1,80 Meter unter dem Waldboden vor Beginn der Ausgrabungen lag. Für das Vorhandensein eines Kirchhofs an der Kirche sprechen menschliche Zähne und Zehenknochen, die bei den Ausgrabungen gefunden wurden. Vor allem wurden die Skelette mehrerer Neugeborener gefunden, die direkt an der Kirchenmauer begraben wurden. Dabei handelte es sich um sogenannte Traufbestattungen ungetauft verstorbener Kinder, von denen man sich eine postume Taufe durch das vom Dach der Kirche ablaufende Wasser versprach.
Der Bau der Kirche wurde vermutlich Ende des 12. Jahrhunderts begonnen. Die Wüstung, deren Pfarrkirche die Kirche war, ist noch nicht lokalisiert worden. Zum Auffinden nahmen im Frühjahr 2016 Studierende des Seminars für Ur- und Frühgeschichte der Universität Göttingen geomagnetische Messungen vor. Sie erfolgen mit einem Magnetometer auf Ackerflächen unterhalb des Kirchberges. Bei der zur Kirche gehörenden Wüstung könnte es sich um den im Jahre 1449 urkundlich erwähnten Ort Jürgensborg handeln, was aber nicht gesichert ist.

## Entdeckung und Ausgrabung

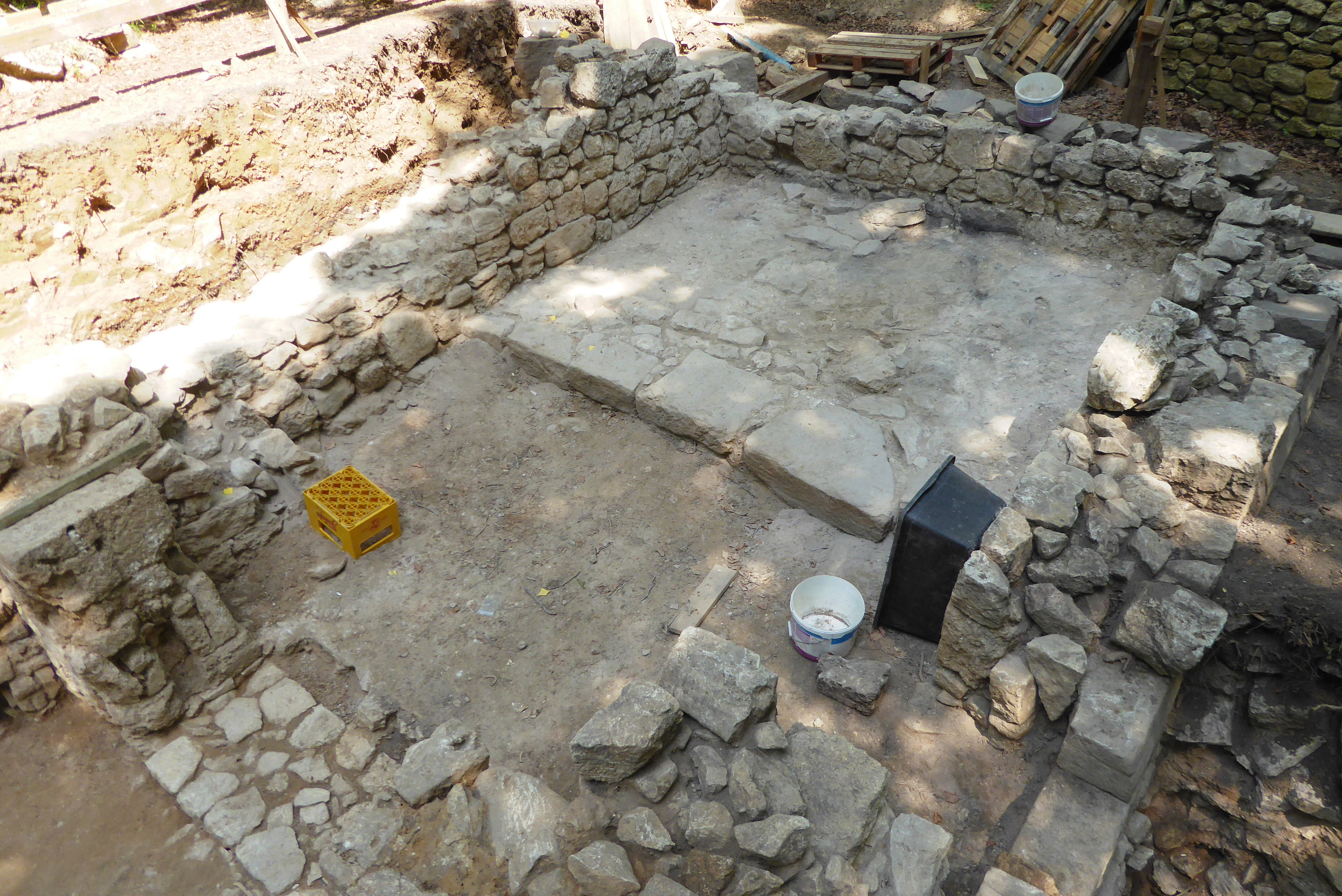
Chorraum

Bei Erkundungen stieß ein Geologe aus Asche auf dem bewaldeten Kirchberg, dessen Name auf das Vorhandensein einer Kirche deutet, auf eine Stelle mit Mauerresten. Zur Freilegung der Fundstelle gründete er im Jahr 2015 den Geschichtsverein Asche/Fehrlingsen. Vereinsangehörige nahmen in Abstimmung mit der Kreisarchäologin des Landkreises Northeim Petra Lönne und mit Unterstützung durch Archäologen eines Grabungsunternehmens im Jahr 2015 eine erste Ausgrabung vor. Dabei legten sie Mauerreste der Kirche frei. Innerhalb des Chorraums wurde an einer Gebäudewand der Standort des Altars erkannt. Vorgefundene Kämpfersteine ließen sich in das erste Drittel des 13. Jahrhunderts datieren.
2016 und 2017 wurden die Grabungen fortgesetzt. Neben der Kirche wurden auch der vermutete Kirchhof sowie Geländebefunde untersucht, die als Hauspodeste gedeutet werden. Zu den Fundstücken im Bereich der Kirche gehören eine mittelalterliche Schere sowie weitere Metallfunde, wie Beil, Messer, Hacke und mehrere Armbrustbolzen. Einzelne Fundstücke wie Keramikstücke stammen aus dem 13. Jahrhundert.
Der Verein rechnet mit mehrjährigen Ausgrabungen. Nach deren Abschluss wird das historische Mauerwerk zur Sicherung wieder mit Erde abgedeckt. An der Grabungsstelle befindet sich eine Informationstafel.